# 郑波 (1920年)
郑波（1920年12月—2011年1月24日），原名郑士虎，河南省洛阳县关林镇大屯村人。中国人民解放军开国大校，广州军区副参谋长。

## 生平

### 中华民国时期
7岁读私塾。年余后入村办小学。1932年考入洛阳县第一小学五年级。15岁考上河南省立洛阳中学（省立洛中），家境贫困交不起伙食费与书本费。该校是中共在豫西活动的中心；郑士虎担任学校救亡室学术股长，负责壁报和学术讨论。1938年7月，经老师王志杰指引，参加石友三的第六十九军教导总队第四学兵队，任副班长、副区队长。1939年4月石友三投蒋反共，胡宗南的中央军校第七分校向石索要学生，郑士虎等约百余人编了一个临时队经潞城县、长治、高平向西安开进。途经长治时，他借机跑到中共中央北方局，改名郑波，转入中国人民抗日军政大学第一分校学员。
1939年10月，加入中国共产党，并被选入八路军前总参谋训练班学员。毕业后分配到了湖西地区的八路军鲁西军区运河支队司令部见习参谋、教育参谋、作战参谋、侦察参谋，安排便衣武装侦察、建立起秘密情报网，被评为团模范干部和冀鲁豫军区甲级工作模范。后任鲁西地区教导第三旅九团司令部侦察通信参谋，作战教育参谋，冀鲁豫军区第十一分区第二十一团司令部副参谋长（代理参谋长），攻克丰县县城，歼灭顽敌张里元部，粉碎淮海省1个师的反扑，活捉伪师长乜庭宾。
抗战胜利后，随冀鲁豫第21团挺进东北，历任东北人民自治军第25旅第21团参谋长、吉辽军区警备第二旅四团参谋长、吉林（东满）独立师四团参谋长、第十纵队三十师第89团副团长，第四野战军第47军141师422团团长。

### 中华人民共和国时期
中华人民共和国成立后，历任47军141师421团团长，中国人民志愿军第47军141师参谋长、副师长兼参谋长、第一副师长、师长，第47军参谋长、副军长兼参谋长、副军长，湖南省革命委员会常委，第41军副军长，广州军区司令部副参谋长等职。1979年作战中随四十一军进攻。1982年作为总参谋部组织的军事考察团成员到法国进行访问。1984年6月离休。1955年被授予上校军衔，1960年晋升为大校军衔，荣获三级独立自由勋章、二级解放勋章。广东省第六届人大代表。1984年退休，撰有小说《耳报神》、《山大王》、《侦察科长札记》。2011年1月24日去世。

## 著作
- 长篇小说《耳报神》中国文联出版社2001年6月版。  32开411页。 ISBN 9787505938601
- 长篇小说《山大王》，大众文艺出版社，2002-03-01出版，定价: 20.00元，ISBN 9787801711168
- 长篇小说《侦察科长札记》，中国人民解放军国防大学出版社，2005-11出版，页数: 343，定价: 33.00元 ISBN 9787562614609

军事学术论文：《总结和运用对越作战经验，改革防化分队训练》、《对越军区域性防御进攻的研究》、《机动灵活战术之我见》